# Anost
Anost è un comune francese di 710 abitanti situato nel dipartimento della Saona e Loira nella regione della Borgogna-Franca Contea.

## Geografia fisica

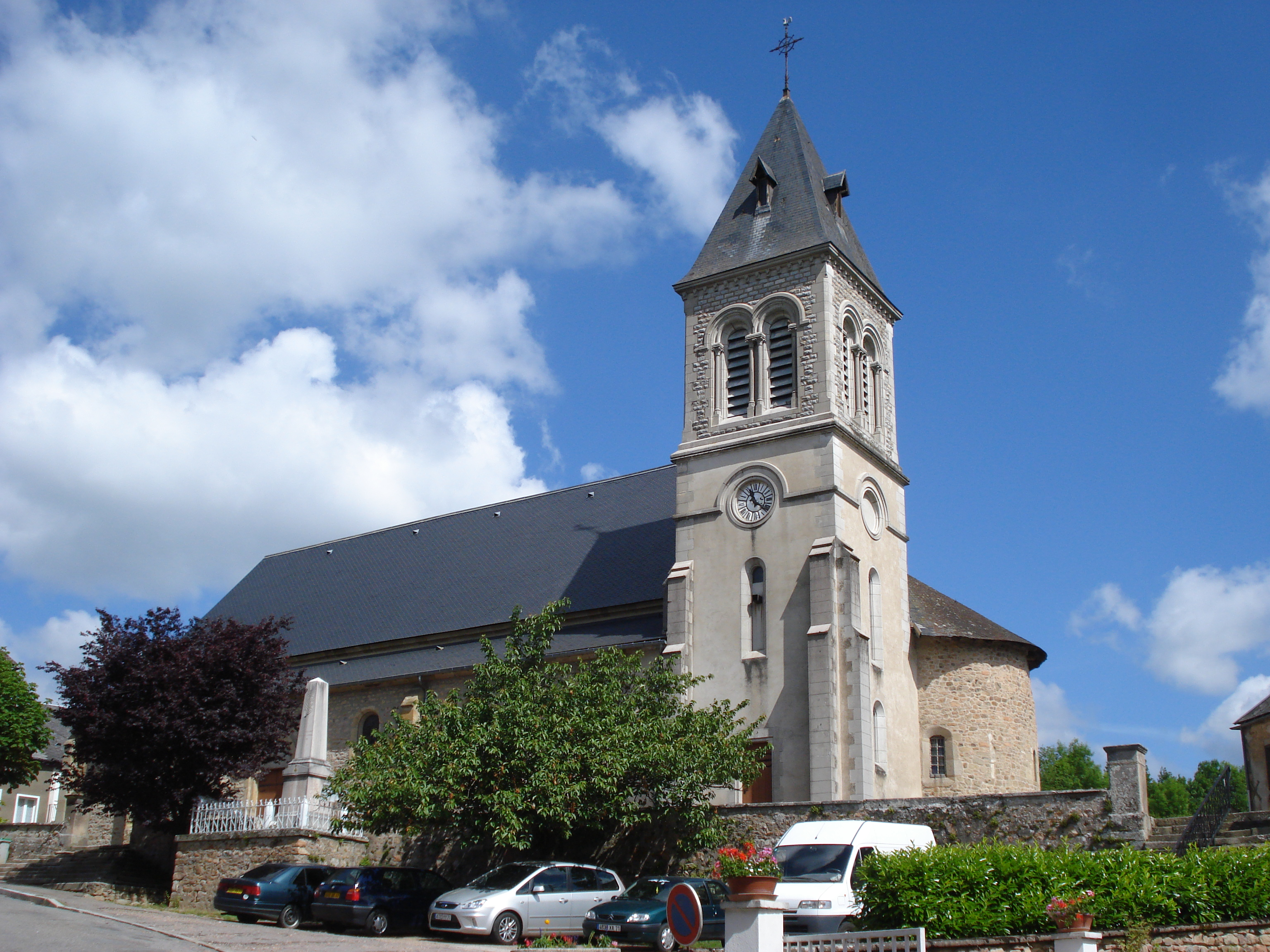
Chiesa di Anost

Situato ad un'altezza di 550 m s.l.m., il piccolo paese di Anost si trova nel cuore dell'Alto-Morvan montano, più precisamente nella parte della regione dell'Haut-Folin e del Monte Beuvray, alle sommità del massiccio, arrotondate o a forma di tavola, separate da valli spesso incassate, a pendenze ripide.
Da un punto di vista geologico, l'Alto-Morvan montano, è costituito da vari graniti e da un insieme complesso di rocce vulcanico-sedimentarie, dal suolo generalmente acido (pH vicino a 5) e principalmente sprovviste di calcare.
Ben irrigato, l'Alto Morvan montano conosce un elevato livello pluviometrico annuale (da 1600 mm a 2000 mm, a seconda delle cime).
La foresta domina il paesaggio. Si alternano foreste frondose (faggi e querce) e foreste di piante resinose (abeti, pinacee, ecc.), boschi misti e zone torbiere; lo sfruttamento forestale è qui dunque importante.

### Comuni confinanti
A nord, Planchez (dipartimento della Nièvre), a nord-ovest, Lavault-de-Frétoy (Nièvre), ad ovest, Arleuf (Nièvre), a sud Roussillon-en-Morvan, (dipartimento di Saona e Loira), a sud-est, La Petite-Verrière, (Saona e Loira), a est Cussy-en-Morvan (Saona e Loira) e a nord-est Gien-sur-Cure (Nièvre).

## Società

### Evoluzione demografica
Abitanti censiti